# Strepsigonia
Strepsigonia là một chi bướm đêm thuộc phân họ Drepaninae.